# Старый Крапивник
Старый Крапивник (укр. Старий Кропивник) — село в Сходницкой поселковой общине Дрогобычского района Львовской области Украины.
Население по переписи 2001 года составляло 924 человека. Занимает площадь 32,81 км². Почтовый индекс — 82193. Телефонный код — 3244.